# Liste des évêques de Phoenix
Cette page constitue la liste des évêques du diocèse de Phoenix (Dioecesis Phoenicensis).

## Histoire
Le diocèse de Phoenix, dans l'Arizona est créé le 28 juin 1969, par détachement du diocèse de Tucson.

## Les évêques
- 25 août 1969-17 septembre 1976 : Edward McCarthy (Edward Anthony McCarthy)
- 17 janvier 1977-18 mai 1981 : James Rausch (James Steven Rausch)
- 9 novembre 1981-18 juin 2003 : Thomas O'Brien (Thomas Joseph O'Brien)
- 25 novembre 2003-10 juin 2022 : Thomas Olmsted (Thomas James Olmsted)
- depuis le 10 juin 2022 : John Dolan (en) (John Patrick Dolan)

## Source
- (en) Fiche de, l'Annuaire pontifical, sur Catholic-Hierarchy